# Xã Meadow Lake, Quận Barnes, Bắc Dakota
Xã Meadow Lake (tiếng Anh: Meadow Lake Township) là một xã thuộc quận Barnes, tiểu bang Bắc Dakota, Hoa Kỳ. Năm 2010, dân số của xã này là 81 người.